# Puente de la Mujer
Puente de la Mujer (Po hiszpańsku most kobiet) – most tylko do użytku pieszego, znajdujący się w dzielnicy Puerto Madero, Buenos Aires, Argentyna. Należy do grupy mostów wiszących. Pylon ma wysokość 35 metrów i jest pochylony pod kątem 38,8 stopni w stosunku do kładki, której długość wynosi 70 metrów. Podtrzymuje ją 19 lin, o grubości 5 cm każda. Całkowity ciężar mostu wynosi 800 ton, a koszt budowy wyniósł 6 milionów USD.
Most został zaprojektowany przez Santiago Calatrave i jest bardzo podobny do innych mostów zaprojektowanych przez tego samego architekta (Puente del Alamillo oraz Most Sundial). Budowę zaczęto w 1998, ukończono 20 grudnia 2001 roku.